# Puchar Polski w rugby union
Puchar Polski w rugby union mężczyzn – cykliczne rozgrywki rugby union, organizowane corocznie (co sezon) przez Polski Związek Rugby (PZR) dla polskich męskich drużyn klubowych. Dla zespołów Ekstraligi i I ligi gra w Pucharze jest obowiązkiem. W sytuacji nie przystąpienia do rozgrywkach PZR może wykluczyć zespół z rozgrywek ligowych. Zespoły z niższych klas rozgrywkowych nie mają takiego obowiązku.
Pierwsza edycja rozgrywek pod nazwą Puchar Polski odbyła się zamiast rozgrywek I ligi w 1971 (podczas przejścia z systemu wiosna-jesień na jesień-wiosna). Ze względu na ligowy charakter ówczesnego „Pucharu” oraz przyznanie jego zwycięzcy tytułu Mistrza Polski w rugby, rozgrywki te są jednak traktowane jako rozgrywki ligowe a nie pucharowe.

## Mecze finałowe[1]
| Sezon | Zwycięzca         | Wynik                    | Finalista                | Miejsce                  |
| ----- | ----------------- | ------------------------ | ------------------------ | ------------------------ |
| 1971  | Polonia Poznań    | PP jako rozgrywki ligowe | PP jako rozgrywki ligowe | PP jako rozgrywki ligowe |
| 1974  | Posnania          | 15:12 (12:8)             | Skra Warszawa            | Ciechanów                |
| 1975  | Polonia Poznań    | 15:7 (15:0)              | Posnania                 | Biała Podlaska           |
| 1976  | Skra Warszawa     | 45:4 (11:0)              | Czarni Bytom             | Ciechanów                |
| 1977  | Lechia Gdańsk     | 19:10 (4:0)              | Budowlani Łódź           | Olsztyn                  |
| 1978  | Polonia Poznań    | 21:6 (8:6)               | Lechia Gdańsk            | Chorzów                  |
| 1979  | Polonia Poznań    | 48:6 (25:3)              | Skra Warszawa            | Sochaczew                |
| 1980  | Polonia Poznań    | 9:3 (3:0)                | Skra Warszawa            | Gniezno                  |
| 1981  | AZS-AWF Warszawa  | 34:3 (16:10)             | Budowlani Łódź           | Sochaczew                |
| 1982  | Czarni Bytom      | 16:7 (3:0)               | Lechia Gdańsk            | Warszawa                 |
| 1983  | AZS-AWF Warszawa  | 4:3 (4:3)                | Lechia Gdańsk            | Poznań                   |
| 1984  | Lechia Gdańsk     | 17:6 (10:6)              | Czarni Bytom             | Warszawa                 |
| 1985  | Lechia Gdańsk     | 17:0 (9:0)               | Posnania                 | Łódź                     |
| 1986  | Lechia Gdańsk     | 12:0 (3:0)               | AZS-AWF Warszawa         | Poznań                   |
| 1987  | Ogniwo Sopot      | 45:9 (26:6)              | Vis Siedlce              | Sopot                    |
| 1988  | Ogniwo Sopot      | 4:0 (4:0)                | Lechia Gdańsk            | Pruszcz Gdański          |
| 1989  | Ogniwo Sopot      | 60:9 (28:6)              | Budowlani Łódź           | Sopot                    |
| 1991  | Ogniwo Sopot      | 34:13 (24:0)             | Budowlani Lublin         | Sochaczew                |
| 1992  | Budowlani Łódź    | 14:7 (9:0)               | Ogniwo Sopot             | Poznań                   |
| 1993  | Ogniwo Sopot      | 18:3 (13:3)              | Lechia Gdańsk            | Sopot                    |
| 1994  | Lechia Gdańsk     | 23:0 (8:0)               | Ogniwo Sopot             | Sopot                    |
| 1995  | Ogniwo Sopot      | 17:8 (10:3)              | Lechia Gdańsk            | Sopot                    |
| 1996  | Lechia Gdańsk     | 11:9 (3:3)               | Ogniwo Sopot             | Gdańsk                   |
| 1997  | Lechia Gdańsk     | 31:3 (16:3)              | Ogniwo Sopot             | Gdańsk                   |
| 1998  | Ogniwo Sopot      | 18:15 (12:3)             | AZS-AWF Warszawa         | Warszawa                 |
| 1999  | Ogniwo Sopot      | 16:14 (6:7)              | AZS-AWF Warszawa         | Sopot                    |
| 2000  | AZS Dębica Gdańsk | 22:15 (10:12)            | Lechia Gdańsk            | Gdańsk                   |
| 2001  | Ogniwo Sopot      | 19:13 (10:0)             | Budowlani Łódź           | Sochaczew                |
| 2002  | Budowlani Lublin  | 24:3 (7:3)               | Orkan Sochaczew          | Sochaczew                |
| 2003  | Budowlani Łódź    | 85:0 (43:0)              | Budowlani Olsztyn        | Sochaczew                |
| 2004  | Lechia Gdańsk     | 24:3 (8:3)               | AZS-AWF Warszawa         | Warszawa                 |
| 2005  | Lechia Gdańsk     | 24:22 (17:8)             | AZS-AWF Warszawa         | Gdańsk                   |
| 2006  | Lechia Gdańsk     | 27:24 (14:7)             | AZS-AWF Warszawa         | Gdańsk                   |
| 2007  | AZS-AWF Warszawa  | 10:0 v.o.                | Lechia Gdańsk            | Warszawa                 |
| 2008  | Lechia Gdańsk     | 22:17 (10:17)            | Budowlani Łódź           | Gdańsk                   |
| 2009  | Budowlani Łódź    | 43:24 (20:10)            | Lechia Gdańsk            | Łódź                     |
| 2010  | Arka Gdynia       | 25:0 v.o.                | Budowlani Łódź           | Gdynia                   |
| 2011  | Budowlani SA Łódź | 16:3 (16:3)              | Arka Gdynia              | Gdynia                   |
| 2012  | Budowlani SA Łódź | 24:19 (11:7)             | Lechia Gdańsk            | Gdańsk                   |
| 2013  | Lechia Gdańsk     | 27:22 (21:12)            | Arka Gdynia              | Gdańsk                   |
| 2014  | nie rozegrano     | nie rozegrano            | nie rozegrano            | nie rozegrano            |
| 2015  | nie rozegrano     | nie rozegrano            | nie rozegrano            | nie rozegrano            |
| 2016  | Budowlani SA Łódź | 17:6 (3:6)               | Ogniwo Sopot             | Łódź                     |
| 2017  | nie rozegrano     | nie rozegrano            | nie rozegrano            | nie rozegrano            |
| 2018  | nie rozegrano     | nie rozegrano            | nie rozegrano            | nie rozegrano            |
| 2019  | nie rozegrano     | nie rozegrano            | nie rozegrano            | nie rozegrano            |
| 2020  | Ogniwo Sopot      | 35:3 (18:3)              | Juvenia Kraków           | Łódź                     |

## Statystyka
| Lp. | Klub              | Zdobyte puchary |
| --- | ----------------- | --------------- |
| 1.  | Lechia Gdańsk     | 12              |
| 2.  | Ogniwo Sopot      | 10              |
| 3.  | Budowlani Łódź    | 6               |
| 4.  | Polonia Poznań    | 5               |
| 5.  | AZS-AWF Warszawa  | 3               |
| 6.  | Arka Gdynia       | 1               |
| 7.  | AZS Dębica Gdańsk | 1               |
| 8.  | Budowlani Lublin  | 1               |
| 9.  | Czarni Bytom      | 1               |
| 10. | Posnania Poznań   | 1               |
| 11. | Skra Warszawa     | 1               |